# Munihuasa
Munihuasa är en ort i Mexiko.   Den ligger i kommunen Álamos och delstaten Sonora, i den nordvästra delen av landet, 1 300 km nordväst om huvudstaden Mexico City. Munihuasa ligger 482 meter över havet och antalet invånare är 189.
Terrängen runt Munihuasa är kuperad åt sydväst, men åt nordost är den bergig. Runt Munihuasa är det mycket glesbefolkat, med 3 invånare per kvadratkilometer. Närmaste större samhälle är Álamos, 18,8 km sydväst om Munihuasa. I omgivningarna runt Munihuasa växer huvudsakligen savannskog.